# Sträter-Hof
Der Sträter-Hof ist ein denkmalgeschütztes Fachwerkhaus an der Nöckerstraße 15 im Stadtteil Linden von Bochum. Die Familie Sträter war die letzte der Familien, die dort Landwirtschaft betrieb.

## Geschichte
Seine heutige Gestalt erhielt das Haupthaus, als die Familie Baucksiepe im Jahre 1836 den Vorgängerbau an gleicher Stelle umbaute und erweiterte. Das Jahr 1836 ist aus zwei kleinen Balkenstücken links und rechts des Gefaches über dem eigentlichen Zier- und Inschriftenbalken über der Tenneneinfahrt herausgearbeitet.
Spätestens 1891 war der Hof im Besitz der Familie Scharpenseel, 1956 ging er durch Erbgang an die Familie Sträter über. Bis 1982 wurden das Haus und die Ställe landwirtschaftlich genutzt. 

## Denkmalschutz und Verwahrlosung
1997 wurde der Hof Sträter unter Denkmalschutz gestellt. Die Erbengemeinschaft veräußerte das Haus. Die Firma „Familienglück Baukonzept“ wiederum verkaufte das Anwesen 2018 an die Immobilienfirma „Wast Develo“. Anfang Dezember 2018 ließ „Wast Develo“ ohne Genehmigung das Dach des Wohn- und Wirtschaftsgebäudes abdecken. Am 8. Dezember 2018 stürzte ein Teil der südwestlichen Wand ein, nachdem tagelang Regenwasser in die Giebel- und Seitenwände des Hauses eingedrungen war. Am 19. Februar 2019 kam es zu einem weiteren Teileinsturz. Die Stadt Bochum stellte Strafanzeige, da der Verdacht bestand, dass die beiden Einstürze durch das Entfernen oder Lockern tragender Balken herbeigeführt worden waren.